# Synalpheus regalis
O Camarão-esponja ou camarão-de-estalo (Synalpheus regalis) são pequenos camarões que se comportam como abelhas e formigas, que vivem em uma colônia e têm "castas" de trabalhadores, soldados e uma rainha. Tal comportamento só foi descoberto em 1996, e não é conhecido em qualquer outro animal marinho. Existem pelo menos cerca de 100 espécies de camarões dentro deste gênero, três dos quais têm esta maneira eusocial de vida. Só foram descobertos no Caribe, na costa de Belize. Não é considerada uma espécie ameaçada.

## Habitat
Eles habitam esponjas encontradas nos recifes de coral.

## Dieta
Esses camarões vivem e alimentam-se dentro da sua esponja de acolhimento. Comem pequenas partículas de esponja e secreções, incluindo muco. Como tal, eles são parasitas da esponja.

## Comportamento
Os camarões vivem em colônias nos canais das esponjas e têm diferentes castas, uma rainha, operárias e soldados. Cada uma das castas desempenha funções diferentes para cuidar da colônia. A rainha é responsável pela reprodução, os trabalhadores dos cuidados para os jovens e os soldados defendem a esponja. Sistemas sociais como este são conhecidos apenas em insetos (cupins, formigas e abelhas) e em duas espécies de rato-toupeira.
Camarões-esponja também são conhecidos como camarões de estalo porque, como os trabalhadores, usam suas garras ampliadas para fazer sons de encaixe que são claramente audíveis no recife.

## Reprodução
Na colônia de camarões-esponja, apenas a rainha reproduz. Todos os membros da colônia ajudam com cuidado parental.